# Berufsförderungswerk Goslar
Das Berufsförderungswerk Goslar (BFW Goslar) ist eine der beruflichen Rehabilitation dienende berufliche Fördereinrichtung in Goslar. Träger des  Berufsförderungswerks ist seit 2017 die gemeinnützige INN-tegrativ gGmbH, der auch das Berufsförderungswerk Bad Pyrmont und das Berufsförderungswerk Weser-Ems sowie weitere regionale berufliche Reha- und Integrationszentren angehören.